# Puerto Rico i olympiska sommarspelen 1972
Puerto Rico deltog med 53 deltagare vid de olympiska sommarspelen 1972 i München. Ingen av landets deltagare erövrade någon medalj.